# Regimini Ecclesiae universae
La Costituzione apostolica Regimini Ecclesiae universae, datata 15 agosto 1967, è stata promulgata dal papa Paolo VI, con lo scopo di riformare la Curia romana.
Con questo documento il Papa ha voluto rispondere al desiderio del Concilio Vaticano II espresso nel decreto Christus Dominus:
(Decreto sulla missione pastorale dei vescovi nella Chiesa Christus Dominus, 9)
È stato oggetto di considerazione nel documento pontificio ognuno dei cinque aspetti menzionati: numero, nome, competenze, metodi di lavoro, coordinamento.

## Numero
Nel periodo dopo il Concilio Vaticano II, alcuni dicasteri, che avevano perso attualità, sono stati soppressi, ma il numero totale è aumentato.  Già prima del Regimini Ecclesiae universae erano stati creati il Pontificio consiglio per i laici, i tre Segretariati (per la promozione dell'unità dei cristiani, per i non cristiani e per i non credenti) e l'Ufficio centrale di statistica della Chiesa cattolica.
Fra i nuovi enti creati con la Regimini per funzioni precedentemente eseguite, a volte in forma meno coordinata, da anteriori enti, si possono menzionare due uffici responsabili di affari economici: l'Amministrazione del patrimonio della Sede Apostolica e la Prefettura degli affari economici della Santa Sede.
Nel gennaio dell'anno di promulgazione della Regimini era stato fondato il Pontificio consiglio della giustizia e della pace, al quale il 15 luglio 1971 si aggiunse, sotto un unico Presidente, il Pontificio consiglio "Cor Unum".

## Nome
Con la costituzione Regimini Ecclesiae universae papa Paolo VI ha cambiato il nome di otto delle nove Congregazioni conservate, senza alterarne il personale e ritoccando solo leggermente la competenza. Non ci sono state nuove nomine del Prefetto, del Segretario e degli altri ufficiali, come se si trattasse di una nuova Congregazione.  Il cambio della denominazione della "Suprema Sacra Congregazione del Sant'Uffizio" era stato già anticipato al 7 dicembre 1965.
Con i nuovi nomi "per la Dottrina della Fede", "per i Vescovi", "per il Clero" si indicava più chiaramente le rispettive competenze. Il nome "per le Chiese Orientali" riconosceva l'identità distinta delle varie Chiese cattoliche orientali. I nomi "per i religiosi e gli istituti secolari" e "per l'Educazione Cattolica" riflettevano meglio l'ampiezza delle rispettive competenze.
L'unica Congregazione della quale è rimasto invariato il nome è la Sacra Congregazione dei riti, che lo stesso papa Paolo VI ha poi diviso l'8 maggio 1969, creando due nuove Congregazioni: quella delle cause dei santi e quella per il culto divino.
| Nome prima del Concilio Vaticano II                             | Nome dopo Regimini Ecclesiae universae                                       |
| --------------------------------------------------------------- | ---------------------------------------------------------------------------- |
| Suprema Sacra Congregazione del Sant'Uffizio                    | Sacra Congregazione per la Dottrina della Fede                               |
| Sacra Congregazione Concistoriale                               | Sacra Congregazione per i Vescovi                                            |
| Sacra Congregazione per la Chiesa Orientale                     | Sacra Congregazione per le Chiese Orientali                                  |
| Sacra Congregazione della Disciplina dei Sacramenti             | Sacra Congregazione per la Disciplina dei Sacramenti                         |
| Sacra Congregazione del Concilio                                | Sacra Congregazione per il Clero                                             |
| Sacra Congregazione dei Religiosi                               | Sacra Congregazione per i religiosi e gli istituti secolari                  |
| Sacra Congregazione De Propaganda Fide                          | Sacra Congregazione per l'Evangelizzazione dei Popoli o «De Propaganda Fide» |
| Sacra Congregazione dei Seminari e delle Università degli Studi | Sacra Congregazione per l'Educazione Cattolica                               |

Nella Regimini tutti i nomi delle congregazioni della Curia romana includono l'aggettivo onorifico "Sacra". Esso è stato abbandonato nel 1985.
Tre enti che prima avevano il titolo di "Sacra Congregazione" sono stati nella Regimini Ecclesiae universae rimossi dall'elenco:
1. La Sacra Congregazione Cerimoniale è stata abolita e le sue funzioni sono affidate alla Prefettura della Casa Pontificia[4]
2. Della Sacra Congregazione per gli affari ecclesiastici straordinari il nome è stato mutato in Sacro Consiglio per gli Affari Pubblici della Chiesa[5]
3. La Sacra Congregazione della Reverenda Fabbrica di San Pietro diventa semplicemente la Fabbrica di San Pietro.[6]

## Competenze
C'è stata qualche alterazione periferale di competenza. Per esempio, la Sacra Congregazione per il clero ha ceduto alla Sacra Congregazione per i Vescovi la revisione degli atti dei concili provinciali. L'aumento della competenza della Sacra Congregazione per i religiosi e gli istituti secolari è indicato nel suo nuovo nome. Ma quello che più colpisce l'occhio è la descrizione molto dettagliato della competenza dei singoli dicasteri, spesso il risultato di una plurisecolare storia. Il documento definisce e delimita meglio le competenze dei singoli organi della Curia romana.
La Dataria apostolica, le cui funzioni erano state ridotte a nulla è stata abolita dalla Regimini, che ha omesso ogni menzione di essa, come ha omesso ogni menzione della Sacra Congregazione Cerimoniale. Nello stesso documento del 1968 Paolo VI ha però conservato la Cancelleria Apostolica, che ha poi abolito nel 1973, transferendone le responsabilità alla Segreteria di Stato.
D'altra parte, come accennato sopra, sotto "Numero", sono stati aggiunti nuovi organismi per il dialogo della Chiesa con il mondo fuori della Chiesa cattolica (i tre Segretariati per il dialogo) e per necessità quali la giustizia e la pace e per l'assistenza ai bisognosi.

## Metodi di lavoro
Le congregazioni curiali avevano originalmente solo cardinali per membri. Nella Regimini Ecclesiae universae Paolo VI ricorda di avere ammesso anche vescovi diocesani, con pieno diritto di partecipare alle adunanze plenarie (da tenersi normalmente solo una volta per anno) per studiare le più importanti questioni, mentre alle riunioni ordinarie partecipano solo quei cardinali e vescovi che si trovano a Roma. I vescovi diocesani sono scelti come membri sulla base della competenza personale e in maniera da assicurare una rappresentanza di tutti i continenti. Il Papa dispose inoltre che fossero membri della Sacra Congregazione per i Religiosi e gli Istituti Secolari anche tre superiori generali degli istituti clericali. Le nomine sono per un quinquennio e possono essere rinnovate per un secondo quinquennio.
Il personale permanente dei dicasteri sarà di provenienza internazionale e composto di ufficiali con preparazione adeguata e con esperienza pastorale. Questi non hanno alcun diritto di essere promossi a posti più alti.
Ogni congregazione avrà anche consultori, nominati per un quinquennio (rinnovabile).
Le congregazioni devono tener conto dei voti delle conferenze episcopali e devono notificare i vescovi, per quanto è possibile, dei decreti che interessano in particolare le rispettive diocesi, prima di promulgarli.
Oltre al latino, possono essere utilizzate le lingue più conosciute.
Nell'introduzione della Regimini Ecclesiae universae Paolo VI ricorda di avere stabilito che alla morte di un papa i posti dei capi dicastero sono resi vacanti, restando in carica solo il cardinale vicario per la diocesi di Roma, il Camerlengo e il Penitenziere Maggiore, permettendo così al nuovo papa di nominare liberamente persone di sua scelta.

## Coordinamento
Affari che entrano nelle competenze di più dicasteri devono essere risolti di comune accordo. Se le questioni sono di grande importanza, devono essere sottoposte alla considerazione della plenaria, ma se sono meno importanti, la relativa decisione può essere preso in una riunione dei Prefetti o dei Segretari dei dicasteri interessati.
Per coordinare le questioni relative a tutto il clero, si prevedono riunioni periodiche dei Prefetti delle Congregazioni per i Vescovi, per il Clero, per i Religiosi, e (se è del caso) per l'Educazione Cattolica.
Il Cardinale Segretario di Stato può convocare incontri dei Prefetti di tutti i dicasteri "per coordinare i lavori di tutti, per dare informazioni e ricevere suggerimenti".